# Elena Kolomina
Elena Vladimirovna Kolomina (en russe : Елена Владимировна Коломина) née le 24 janvier 1981 à Leninogorsk, est une fondeuse kazakhe.

## Biographie
Kolomina prend part à trois éditions des Championnats du monde junior entre 1998 et 2001, se classant au mieux cinquième du quinze kilomètres classique en 2000.  
Elle fait ses débuts en Coupe du monde en 2000, puis marque ses premiers points en février 2005 au dix kilomètres libre à Reit im Winkl (25e). En décembre 2005, elle réalise sa meilleure performance sur une course à part entière dans la Coupe du monde en prenant la septième place au quinze kilomètres classique à Canmore. Si elle obtient un deuxième top dix en février 2007 à Changchun, elle doit attendre la saison 2009-2010 pour de nouveau figurer au classement général.
La Kazakhe monte sur son premier et seul podium individuel dans l'élite (2e place) au Tour de ski, le 9 janvier 2010 à Val di Fiemme lors du dix kilomètres classique avec départ en masse à Val di Fiemme, où seule Petra Majdic la devance au sprint final d'une fraction de seconde. Elle collecte quelques résultats dans le top vingt à ce niveau lors des deux saisons suivantes et son dernier top 30 en 2012-2013.
Kolomina fait ses débuts aux Jeux olympiques en 2006 à Turin, arrivant notamment 19e sur le trente kilomètres libre et neuvième du sprint par équipes. En 2010 à Vancouver son meilleur résultat individuel est 27e du dix kilomètres libre. En 2014 à Sotchi son meilleur résultat individuel est 33e du dix kilomètres classique.
Dans les Championnats du monde, elle reçoit sa première sélection en 2001, puis prend à chacune des éditions jusqu'en 2015. Ses résultats les plus significatifs sont quatrième avec le relais en 2003 à Val di Fiemme, cinquième du sprint par équipes en 2005 à Oberstdorf, 20e du dix kilomètres classique en 2011 à Oslo ou encore 21e du sprint en 2001 à Lahti.
En 2018, elle dispute ses quatrièmes jeux olympiques à Pyeongchang, aussi son ultime compétition au niveau mondial, obtenant son meilleur résultat sur le trente kilomètres classique avec le 33e rang. Elle prend sa retraite sportive en 2019.

## Palmarès

### Jeux olympiques
| Épreuve / Édition   | Sprint                           | Sprint                           | 10 km                            | 10 km                            | Poursuite / Skiathlon 2 × 7,5 km | 30 km | Relais | Relais   |
| Épreuve / Édition   | libre                            | classique                        | libre                            | classique                        | Poursuite / Skiathlon 2 × 7,5 km | 30 km | Sprint | 4 × 5 km |
| JO 2006 Turin       | 38e                              | Épreuve inexistante à cette date | Épreuve inexistante à cette date | 28e                              | 25e                              | 19e   | 9e     | 13e      |
| JO 2010 Vancouver   | Épreuve inexistante à cette date | 36e                              | 27e                              | Épreuve inexistante à cette date | 28e                              | 33e   | 11e    | 9e       |
| JO 2014 Sotchi      | 46e                              | Épreuve inexistante à cette date | Épreuve inexistante à cette date | 36e                              | 40e                              | 48e   | —      | —        |
| JO 2018 Pyeongchang | Épreuve inexistante à cette date | 55e                              | 63e                              | Épreuve inexistante à cette date | 54e                              | 33e   | -      | -        |

Légende :
- : pas d'épreuve
- — : non disputée par Kolomina

### Championnats du monde
| Épreuve / Édition                                     | Épreuve / Édition                                     | Lahti 2001 | Val di Fiemme 2003 | Oberstdorf 2005 | Sapporo 2007 | Liberec 2009 | Oslo 2011 | Val di Fiemme 2013 | Falun 2015 |
| Sprint                                                | Classique                                             |            |                    | 36e             | 48e          |              | 41e       |                    |            |
| Sprint                                                | Libre                                                 | 21e        |                    |                 |              | 60e          |           |                    |            |
| Sprint par équipes                                    | Sprint par équipes                                    |            |                    |                 | 5e           |              |           |                    | 12e        |
| Poursuite (Skiathlon) 7,5 km classique + 7,5 km libre | Poursuite (Skiathlon) 7,5 km classique + 7,5 km libre |            |                    | 29e             | 34e          | 25e          | 23e       | 53e                | 42e        |
| 10 km                                                 | Classique                                             |            | 45e                |                 |              | 30e          | 20e       |                    | 59e        |
| 10 km                                                 | Libre                                                 |            |                    | 26e             | 26e          |              |           | 58e                |            |
| 10 km                                                 | Poursuite                                             | 38e        |                    |                 |              |              |           |                    |            |
| 15 km Classique départ en masse                       | 15 km Classique départ en masse                       | 37e        | 40e                |                 |              |              |           |                    |            |
| 30 km                                                 | Classique départ en masse                             |            |                    | 35e             | 34e          |              |           |                    |            |
| 30 km                                                 | Libre départ en masse                                 |            | 26e                |                 |              | 36e          | 34e       |                    | 37e        |
| Relais 4 × 5 km                                       | Relais 4 × 5 km                                       |            | 4e                 | 7e              |              | 11e          | 11e       | 15e                |            |

### Coupe du monde
- Meilleur classement général : 47e en 2010.
- Meilleur résultat individuel : 7e.

#### Tour de ski
- 18e en 2010.
- 1 podium lors d'une étape : 1 deuxième place.

#### Classements en Coupe du monde
| Année     | Classement général final | Classement distance | Classement sprint |
| 2004-2005 | 87e                      | 56e                 |                   |
| 2005-2006 | 52e                      | 39e                 | 52e               |
| 2006-2007 | 62e                      | 45e                 | 64e               |
| 2009-2010 | 47e                      | 35e                 | 67e               |
| 2010-2011 | 62e                      | 46e                 |                   |
| 2011-2012 | 60e                      | 54e                 |                   |
| 2012-2013 | 101e                     |                     | 64e               |

### Universiades
- Médaille d'or du relais en 2005 à Innsbruck.
- Médaille d'argent du sprint en 2007 à Turin.

### Jeux asiatiques
- Médaille d'or du relais en 1999 à Gangwon.
- Médaille d'or du relais en 2007 à Changchun
- Médaille d'or du sprint par équipes en 2011 à Almaty.
- Médaille d'or du relais en 2011.
- Médaille d'or du relais
- Médaille d'argent du sprint en 2007.
- Médaille d'argent du sprint en 2011.
- Médaille d'argent du quinze kilomètres en 2011.
- Médaille d'argent du cinq kilomètres en 2017 à Sapporo.
- Médaille d'argent du sprint en 2017.
- Médaille de bronze du dix kilomètres en 2017.